# 海斯維爾鎮區 (北卡羅萊納州富蘭克林縣)
海斯維爾鎮區（英語：Hayesville Township）是位於美國北卡羅萊納州富蘭克林縣的一個鎮區。

## 地方資料
海斯維爾鎮區的面積為86.24平方千米，皆為陸地。根據2020年美國人口普查的數據，當地共有人口2255人，而人口密度為每平方千米26.15人。